# Bundesstraße 103
De Bundesstraße 103 (B103) is een bundesstraße in de Duitse deelstaten Mecklenburg-Voor-Pommeren en Brandenburg.
De B103 begint bij Warnemünde en loopt verder langs de steden Rostock, Laage, Güstrow, Krakow am See, Plau am See, Pritzwalk en verder naar Kyritz.
De B103 is ongeveer 161 kilometer lang.

## Routebeschrijving
Mecklenburg-Voor-Pommeren
De B103 begint op het kruising niet ver van de havens van Rostock-Warnemünde.. De B103 loopt door Rostock waar bij afrit Rostock-Lüten-klein de B105 aan die een paar kilometer zuidelijker weer afbuigt. De B103 verbindt de westelijke wijken van Rostock met zowel de stad als via de afrit Rostock-West met de A20.
Vervanging
De B103 is tussen de afrit Rostock-west en een kruising ten noorden van Laage vervangen door de A20 en de A19.
Voortzetting
De B103 begint weer in Laage en kruist bij afrit Laage de A19 en loopt oor Güstrow en verder tot op de splitsing met de B104 in Klueß.
Vervanging
Tussen Klueß en de kruising met de B192 tussen Krakow am See en Plau am See is de weg, vanwege het parallelle verloop aan de A19 afgewaardeerd tot L37.
Voortzetting
De B103 loopt verder door Plau am See waar de B191  aansluit. Op een kruising tussen Plau en Ganzlin sluit de B198 aan. Ten zuiden van Ganzlin volgt de grens met Brandenburg
Brandenburg
De B103 loopt door  Meyenburg en kruist de A24 bij afrit Meyenburg, waarna de B103 langs Pritzwalk loopt waar ze samenloopt met de B189,  De B103 loopt dan door het Havelland en eindigt bij Kyritz op de B5.
B1 · B2 · B4 · B5 · B75 · B76 · B77 · B87 · B96 · B96a · B96b · B97 · B101 · B102 · B103 · B104 · B105 · B106 · B107 · B108 · B109 · B110 · B111 · B112 · B112n · B113 · B115 · B122 · B156 · B158 · B166 · B167 · B168 · B169 · B179 · B182 · B183 · B187 · B188 · B189 · B190n · B191 · B192 · B193 · B194 · B195 · B196 · B197 · B198 · B199 · B200 · B201 · B202 · B203 · B204 · B205 · B206 · B207 · B208 · B209 · B246 · B320 · B321 · B404 · B430 · B431 · B432 · B434 · B435 · B495 · B501 · B502 · B503